# ロンド・ファン・フラーンデレン2008
ロンド・ファン・フラーンデレン2008(Ronde van Vlaanderen 2008)は、2008年4月6日に、UCIプロツアー2008の第2戦として開催された、ロンド・ファン・フラーンデレンとしては92回目の大会。ブルッヘからメールベッケまでの全長264kmで行われた。コース上には14の石畳区間と17の急坂（うち9つが石畳）が設置され、2007年のレースでは外されていたコッペンベルクが修復を終えて、再びコースに組み込まれた。
レースは、ベルギーのステイン・デヴォルデル（クイックステップ）が239km地点のエイケンモレンで先頭集団から抜け出し、そのまま25kmを逃げ切って初優勝を果たした。

## 結果
|    | 選手名                       | 国籍           | チーム             | 時間          | 2008 UCIプロツアー ポイント |
| -- | ---------------------------- | -------------- | ------------------ | ------------- | --------------------------- |
| 1  | ステイン・デヴォルデル       | ベルギー       | クイックステップ   | 6時間27分43秒 | 50                          |
| 2  | ニック・ヌイエンス           | ベルギー       | コフィディス       | +15秒         | 40                          |
| 3  | フアン・アントニオ・フレチャ | スペイン       | ラボバンク         | 同            | 35                          |
| 4  | アレッサンドロ・バッラン     | イタリア       | ランプレ           | +21秒         | 30                          |
| 5  | ジョージ・ヒンカピー         | アメリカ合衆国 | チーム・ハイロード | 同            | 25                          |
| 6  | フィリッポ・ポッツァート     | イタリア       | リクイガス         | 同            | 20                          |
| 7  | クルトアスル・アルヴェセン   | ノルウェー     | チームCSC          | 同            | 15                          |
| 8  | フレフ・ファンアフェルマート | ベルギー       | サイレンス・ロット | 同            | 10                          |
| 9  | シモン・スピラック           | スロベニア     | ランプレ           | 同            | 5                           |
| 10 | アルノー・ラブ               | フランス       | ブイグ・テレコム   | 同            | 2                           |

## UCIプロツアーランキング

### 個人
| 順位 | 前回 順位 | 選手名                       | 国籍           | チーム                       | ポイント |
| ---- | --------- | ---------------------------- | -------------- | ---------------------------- | -------- |
| 1    | 1         | アンドレ・グライペル         | ドイツ         | チーム・ハイロード           | 62       |
| 2    | -         | ステイン・デヴォルデル       | ベルギー       | クイックステップ             | 50       |
| 3    | -         | ニック・ヌイエンス           | ベルギー       | コフィディス                 | 40       |
| 4    | 2         | ホセ・ホアキン・ロハス       | スペイン       | ケス・デパーニュ             | 38       |
| 5    | -         | フアン・アントニオ・フレチャ | スペイン       | ラボバンク                   | 35       |
| 6    | 3         | ミカエル・ドラージュ         | フランス       | フランセーズ・デ・ジュー     | 30       |
| 7    | -         | アレッサンドロ・バッラン     | イタリア       | ランプレ                     | 30       |
| 8    | 4         | ミカエル・ビュファズ         | フランス       | ラボバンク                   | 25       |
| 9    | -         | ジョージ・ヒンカピー         | アメリカ合衆国 | チーム・ハイロード           | 25       |
| 10   | 5         | ホセ・アルベルト・ベニテス   | スペイン       | サウニエルデュバル・スコット | 21       |